# Atarisoft
Atarisoft fu la marca utilizzata da Atari, Inc. dal 1983 al 1984 per commercializzare i propri videogiochi per le piattaforme della concorrenza. Nonostante l'etichetta sia sopravvissuta solo per due anni, ha comunque all'attivo un gran numero di titoli con diverse versioni dei propri giochi messe in commercio per diversi home computer e console. 

## Storia
Quasi tutti i giochi pubblicati da Atarisoft sono stati sviluppati da terzi dato che Atari sviluppava solo per i propri sistemi.
Le confezioni dei giochi erano caratterizzate da differenti colori di stampa, ognuno identificativo di una particolare piattaforma.
Con l'eccezione di alcuni giochi venduti solo in Francia, l'etichetta non fu utilizzata per i giochi venduti per la famiglia di computer Atari a 8 bit: la maggior parte dei titoli pubblicati come Atarisoft erano già stati pubblicati per queste macchine, generalmente per l'Atari 400/800 o per la serie XL.
Sulle confezioni non compariva il popolare logo "Fuji" di Atari e Atarisoft era scritto con un carattere differente da quello utilizzato per il marchio Atari. Inoltre il nome Atarisoft era utilizzato solo sulla confezione e sui manuali, ma nel gioco generalmente appariva il marchio "Atari".
L'etichetta cessò di esistere nel 1984 (in Francia Atarisoft sopravvisse fino al 1985) quando Warner Communications, proprietaria di Atari, Inc. cedette la divisione dei giochi per console e degli home computer a Jack Tramiel. Al momento della chiusura molti port erano ancora in fase di sviluppo, soprattutto quelli per il BBC Micro in Gran Bretagna: molti di essi non videro mai la luce, altri furono pubblicati da altre società.

## Giochi
- Battlezone (Apple II, Commodore 64, Commodore VIC 20, IBM PC)
- Centipede (Apple II, ColecoVision, Commodore 64, Commodore VIC 20, IBM PC, Intellivision, TI-99/4A)
- Crystal Castles (Apple II)
- Defender (Apple II, ColecoVision, Commodore 64, Commodore VIC 20, IBM PC, Intellivision, Texas Instruments TI-99/4A)
- Dig Dug (Apple II, Commodore 64, Commodore VIC 20, IBM PC, TI-99/4A)
- Donkey Kong (Apple II, Commodore 64, Commodore VIC 20, IBM PC, TI-99/4A)
- Galaxian (Apple II, ColecoVision, Commodore 64, Commodore VIC 20, IBM PC, ZX Spectrum)
- Gremlins (Apple II, Commodore 64, IBM PC)
- Joust (Apple II, IBM PC)
- Jungle Hunt (Apple II, ColecoVision, Commodore 64, Commodore VIC 20, IBM PC, TI-99/4A)
- Mario Bros. (Apple II, Commodore 64)
- Moon Patrol (Apple II, Commodore 64, Commodore VIC 20, IBM PC, TI-99/4A)
- Ms. Pac-Man (Apple II, Commodore 64, Commodore VIC 20, IBM PC, TI-99/4A, ZX Spectrum)
- Pac-Man (Apple II, Commodore 64, Commodore VIC 20, IBM PC, Intellivision, TI-99/4A, ZX Spectrum)
- Picnic Paranoia (Texas Instruments TI-99/4A)
- Pole Position (Apple II, BBC Micro, Commodore 64, Commodore VIC 20,IBM PC DOS, TI-99/4A, ZX Spectrum)
- Protector II (Texas Instruments TI-99/4A, Commodore 64,)
- Robotron: 2084 (Acorn Electron, Apple II, BBC Micro, Commodore 64, Commodore VIC 20, IBM PC, ZX Spectrum)
- Shamus (Texas Instruments TI-99/4A)
- Stargate (Apple II, IBM PC DOS)
- Track & Field (Apple II, Commodore 64)
- Typo Attack (Apple II)

### Pubblicati solo in Francia
- Cameléon (Atari 8-bit)
- Énigme du triangle (Atari 8-bit)
- Nostradamus (Atari 8-bit)
- Promoteur (Atari 8-bit)

### Non pubblicati
- Asteroids Deluxe   (BBC Micro)
- Crystal Castles   (Acorn Electron, BBC Micro, Commodore 64) - Pubblicato nel 1986 da US Gold
- Donkey Kong Jr   (BBC Micro)
- Joust   (BBC Micro)
- Robotron: 2084   (TI-99/4A)
- Sinistar   (Acorn Electron, BBC Micro) - Pubblicato come DeathStar da Superior Software

### Supporti
I giochi pubblicati furono offerti su diversi supporti, a seconda della piattaforma a cui erano destinati:
- cartuccia: per gli home computer TI 99/4A, Commodore VIC 20 e Commodore 64, Colecovision e Mattel Intellivision
- Floppy da 5"¼: per i personal computer IBM PC, Apple II e IBM PC Jr
- Cassetta: per gli home computer Sinclair ZX Spectrum e BBC Micro

### Colore della confezione
Il colore della confezione variava in base alla piattaforma a cui il gioco era destinato:
- TI 99/4A: giallo
- Commodore VIC 20: porpora
- Commodore 64: verde
- CBS Colecovision: arancione
- Mattel Intellivision: rosa
- IBM PC: blu
- Apple II: rosso
- Atari 400/800/XL/XE: argento
- Sinclair ZX Spectrum: turchese
- BBC Micro: magenta[2]
- IBM PC Jr: ignoto